# 말로쿠릴스코예

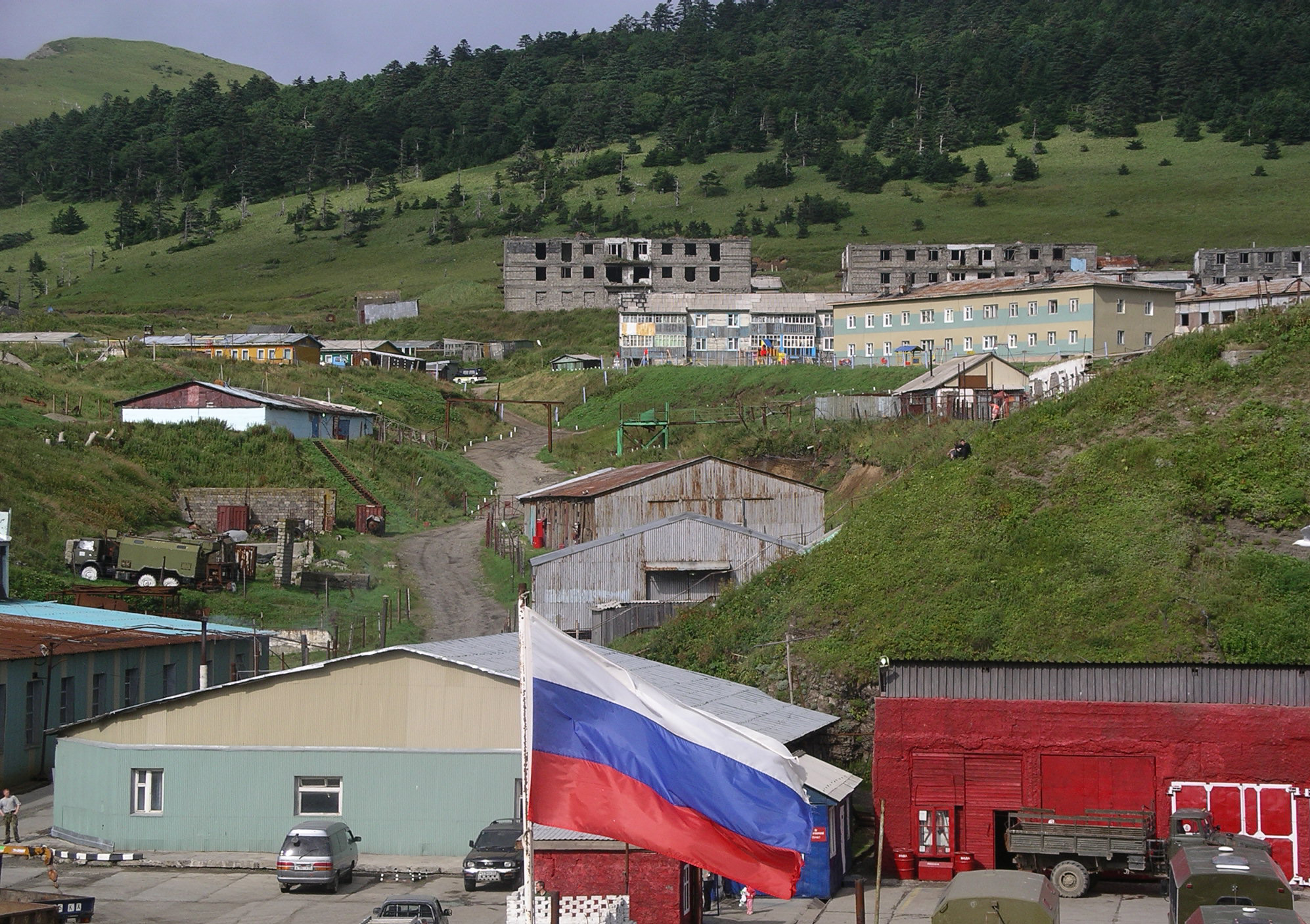
말로쿠릴스코예의 모습.

말로쿠릴스코예(러시아어: Малокурильское)는 러시아 사할린주의 행정 구역으로, 시코탄 섬 전체를 차지하고 있다. 1855년부터 1945년 소비에트 연방이 시코탄 섬을 차지할때까지는 일본령이었다. 일본은 이 지역이 홋카이도 네무로 지청 시코탄 군에 속한 시코탄 촌이라고 주장한다.

## 지리
하보마이 군도의 폴론스코고 섬과 마주본다. 백악기 후기의 지질로 침식에 의해 홋카이도 본섬으로부터 분리된 것으로 보인다. 이 때문에 비교적 완만한 산지·구릉으로 구성되어 있다. 일정시기 정사무소를 포함해 우체국, 출장소 등이 놓여졌고 포경 기지로서도 중요했다. 오늘날에는 러시아군의 최전방 기지로서 매우 귀중한 가치를 지니고 있다.

## 경제
일정 시기부터 수산업이 중심이었지만 네무로로의 조속한 출하가 곤란했기 때문에 가공품 생산이 중심이 되었다. 오늘날에도 수산업이 지역 경제의 대부분을 지탱하고 있으며 연방정부 차원의 개발이 최근 진행되면서 활기를 띠고 있다.

## 역사
- 1884년 7월 11일 - 당시 무인도였던 시코탄 섬에 슈무슈 군의 지시마 아이누 91명을 정주시켜, 샤코탄 촌(斜古丹村)으로 하였다.
- 1885년 1월 6일 - 하나사키 군으로부터 분리해 시코탄 군 샤코탄 촌이 되어 샤코탄 호장사무소가 놓여졌다.
- 1945년 9월 1일 - 소련군 부대 600명이 샤코탄 만에 상륙, 점령함으로써 소비에트 연방의 영토가 되었으며 러시아 소비에트 연방 사회주의 공화국 산하의 하바롭스크 지방에 편입되었다.
- 1947년 9월 - 남아 있던 주민들은 사할린섬으로 강제 이주된 후, 당시 일본을 통치하던 미 군정이 소련과 맺은 '소련지구 송환 미-소 잠정협정'(1946.11.27)에 따라 일본으로 송환되었다.
- 1967년 7월 8일 - 사할린주에 편입.